# Kruszyniany
Kruszyniany (belarussisch Крушыняны) ist eine Ortschaft der Gemeinde Krynki im Powiat Sokólski der Woiwodschaft Podlachien in Polen.

## Geschichte
Wahrscheinlich wurde das Dorf im 16. Jahrhundert gegründet. Im Jahre 1679 wurden in der Umgebung muslimische Lipka-Tataren vom polnischen König Johann III. Sobieski angesiedelt. Kruszyniany war danach ein wichtiges Zentrum der Muslime. 1915 wurden die Einwohner ins Innere von Russland evakuiert, nicht alle kamen nach 1918 zurück. Im Jahre 1921 hatte die Gemeinde 54 Häuser mit 364 Einwohnern, davon 201 Polen, 142 Weißrussen, 21 Juden, 170 orthodox, 141 römisch-katholisch, 32 muslimisch, 21 israelitisch. Im Jahre 1980 hatte das Dorf 289 Einwohner, die meisten weißrussischsprachig (örtlich einfache Sprache genannt), davon 33 Muslime.
Von 1975 bis 1998 gehörte Kruszyniany zur Woiwodschaft Białystok.

## Sehenswürdigkeiten
- Moschee aus Holz, gebaut im späten 18. Jahrhundert
- Muslimischer Friedhof
- Orthodoxe Kirche, gebaut 1984–1985 an der Stelle der Kirche aus dem Jahr 1829

## Persönlichkeiten
- Samuel Murza Krzeczowski, Oberst der Kronarmee, Kommandeur der Lipka-Tataren, rettete König Johann III. Sobieski in der Schlacht bei Párkány das Leben

## Ansichten

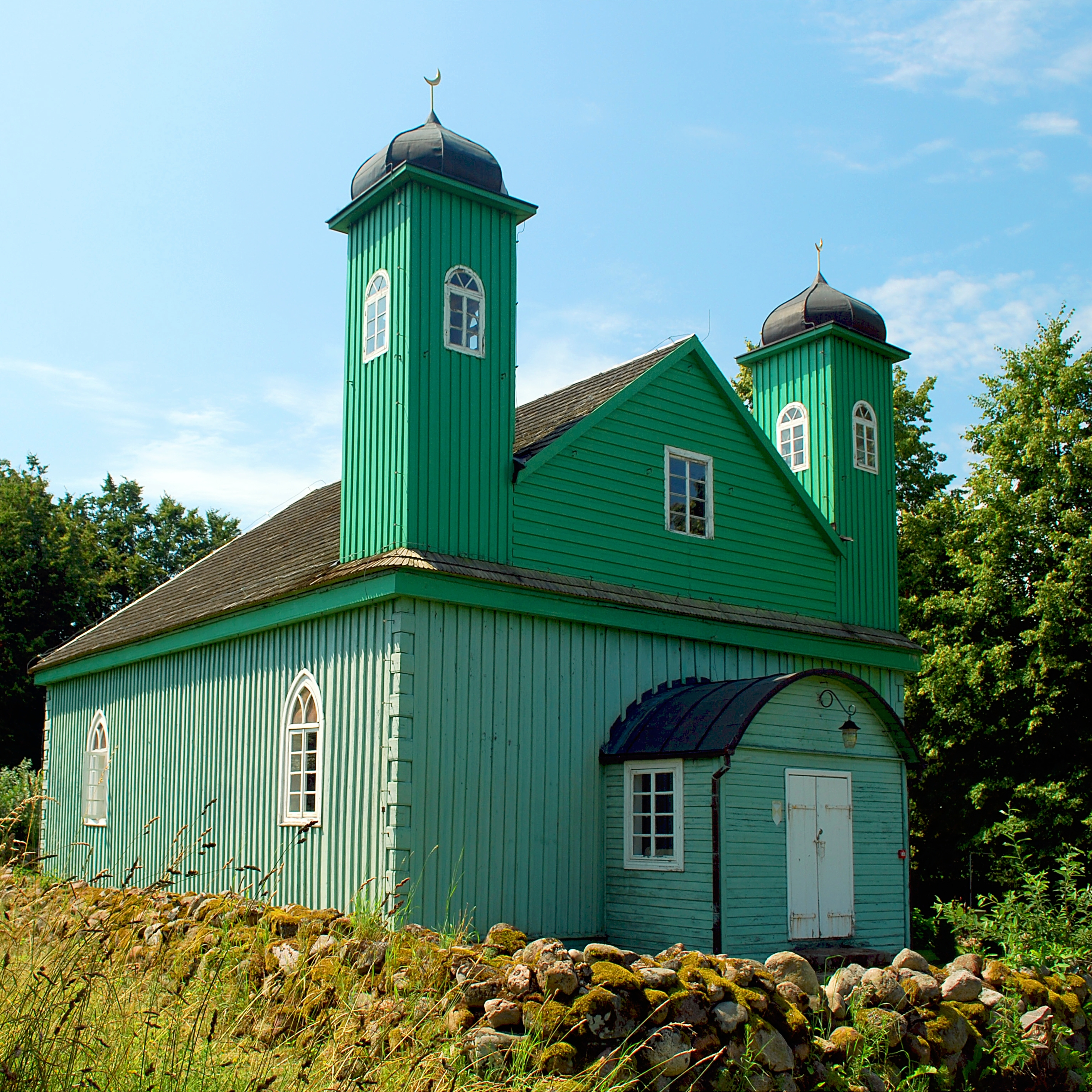
Moschee
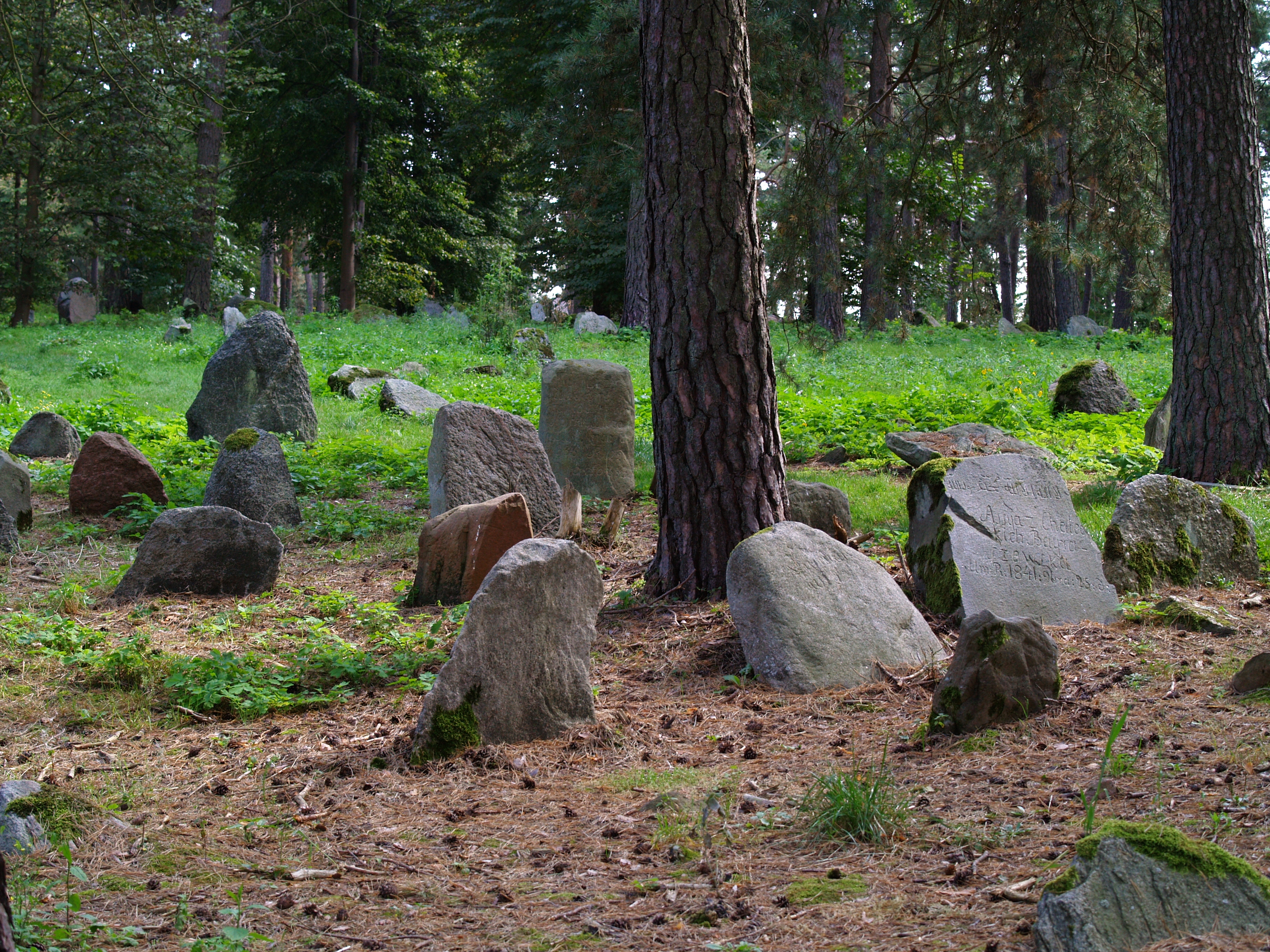
Friedhof
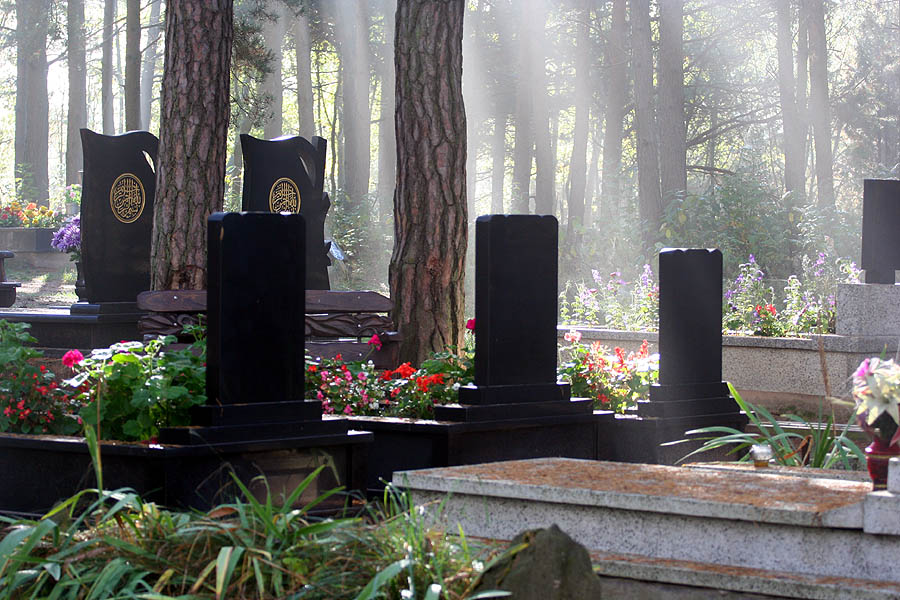
Friedhof
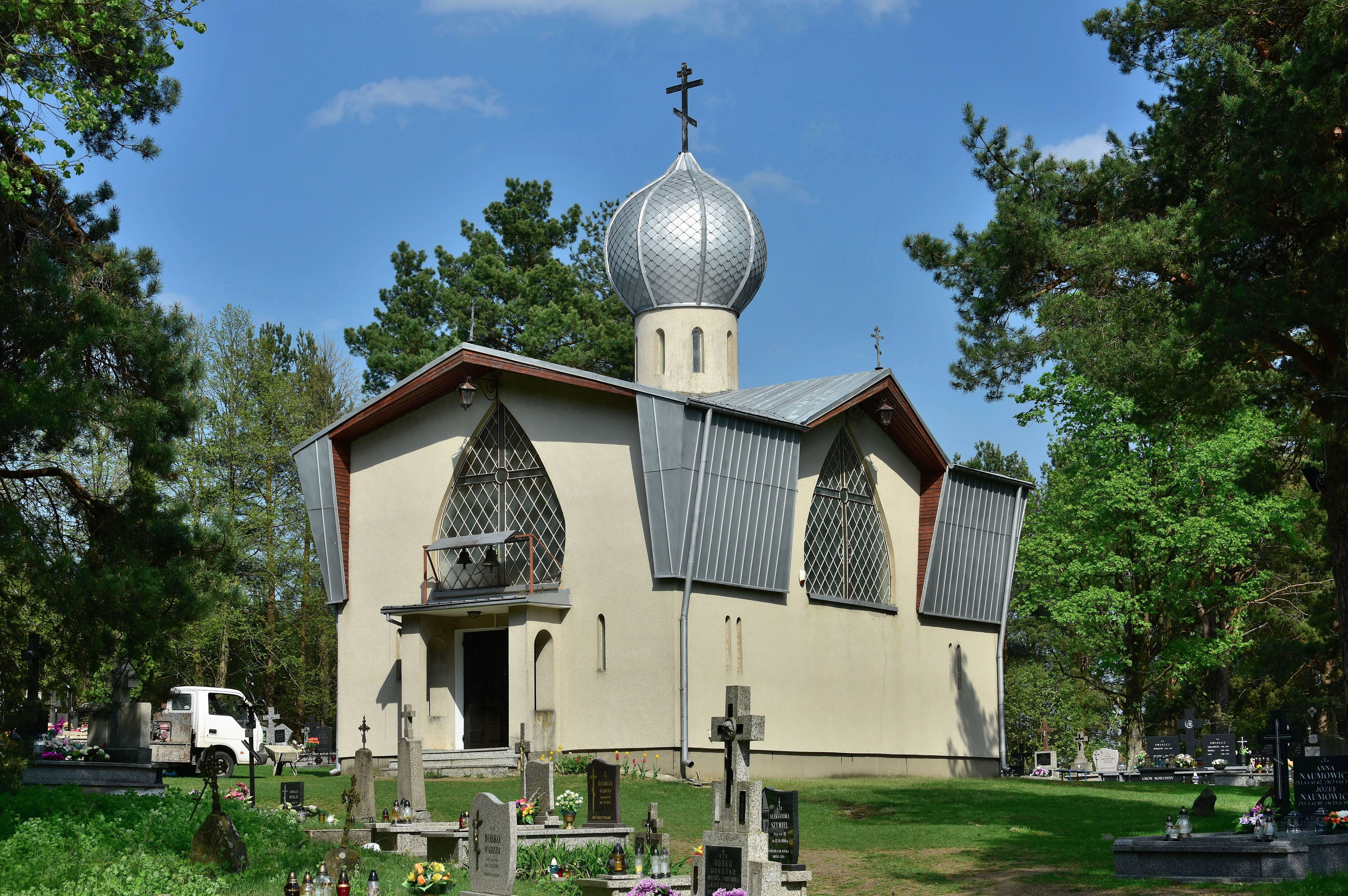
Orthodoxe Kirche